# Order of Prince Edward Island

Ordensband

Der Order of Prince Edward Island ist ein ziviler Verdienstorden in der kanadischen Provinz Prince Edward Island. Die Auszeichnung wurde 1996 eingeführt und wird Zivilpersonen verliehen, die durch besondere Leistungen aufgefallen sind. Die Zahl der jährlichen Ordensverleihungen ist auf drei begrenzt. Der Vizegouverneur erhält die Auszeichnung bei der Vereidigung automatisch und ist während seiner Amtszeit gleichzeitig Kanzler des Ordens.

## Struktur und Ernennung
Mit dem Order of Prince Edward Island sollen gegenwärtige oder ehemalige langjährige Einwohner der Provinz Prince Edward Island ausgezeichnet werden, die sich in einem bestimmten Gebiet durch einen hohen Grad an Leistung und Erfolg hervorgetan haben und dadurch erheblich zum sozialen, wirtschaftlichen kulturellen Leben der Provinz und seiner Bewohner beigetragen haben. Die kanadische Staatsbürgerschaft wird nicht vorausgesetzt; ausgeschlossen sind Personen, die gegenwärtig gewähltes oder ernanntes Mitglied einer Körperschaft öffentlichen Rechts sind. Jährlich dürfen nicht mehr als drei Ordensverleihungen vorgenommen werden.
Der Nominationsprozess, mit dem geeignete Personen gesucht werden sollen, beginnt mit Vorschlägen der Öffentlichkeit an den Ordensbeirat. Der Rat besteht aus Präsidenten des Obersten Gerichtshofes der Provinz, dem Präsidenten der University of Prince Edward Island, dem Sekretär der Provinzregierung und je zwei Ordensmitgliedern aus den drei Countys (Kings County, Prince County, Queens County). Die Regierung erhält vom Beirat eine Vorauswahl, prüft sie und leitet sie dem Vizegouverneur weiter. Posthume Nominationen sind nicht gestattet, allerdings kann eine verstorbene Person aufgenommen werden, wenn ihr Name zuvor dem Beirat vorgeschlagen worden ist. Der Vizegouverneur, der von Amts wegen Mitglied und Kanzler des Beirates ist, gibt die Ernennung mit einer Weisung bekannt, die mit dem Großen Siegel der Provinz besiegelt wird. Die neuen Ordensmitglieder haben danach das Recht, ihrem Namen das Kürzel OPEI anzuhängen.
→ Liste der Mitglieder des Order of Prince Edward Island

## Insignien
Nach der Aufnahme in den Orden erhalten die Mitglieder in einer Zeremonie im Government House in Charlottetown die Insignien des Ordens überreicht. Das Hauptemblem des Ordens, Medal of Merit genannt, ist ein Goldmedaillon. Die Bildseite besteht aus Email und zeigt in der Mitte den Wappenschild des Wappens von Prince Edward Island, umgeben von einem blauen Ring mit der Inschrift MERIT • PRINCE EDWARD ISLAND. Das Band besteht aus vertikalen Streifen in Grün, Weiß und Rostrot; diese Farben symbolisieren das Laub und die typische Farbe des Erdreichs. Männer tragen den Orden am Kragen am Ende des Bandes angehängt, Frauen tragen ihn an einer Schleife an der linken Brust. Für weniger formelle Anlässe erhalten die Mitglieder eine Anstecknadel.